# Кхынский язык
Кхынский язык, или тай-кхынский язык (кхын. ᨴᩱ᩠ᨿᨡᩨ᩠ᨶ /táj kʰɯ̌ːn/; тайск. ไทเขิน) — язык кхынского народа района Чёнгтун, штат Шан, Мьянма. Язык принадлежит тайской группе языков, тесно связан с тайским и лаосским языками. Он также используется в тайской провинции Чианграй и китайской провинции Юньнань.

## География
В Китае насчитывается около 10 тысяч носителей кхынского языка (кит. трад. 傣艮/傣痕) в следующих районах провинции Юньнань:
- Мынлянь-Дай-Лаху-Ваский автономный уезд;
- Симэн-Ваский автономный уезд;
- городской округ Линьцан.